# Mary Anne Group
Mary Anne Group är en ö i Australien. Den ligger i delstaten Western Australia, omkring 1 200 kilometer norr om delstatshuvudstaden Perth.
Klimatförhållandena i området är arida. Genomsnittlig årsnederbörd är 294 millimeter. Den regnigaste månaden är januari, med i genomsnitt 116 mm nederbörd, och den torraste är augusti, med 1 mm nederbörd.